# Roger de Quincy, 2. Earl of Winchester
Roger de Quincy, 2. Earl of Winchester (auch de Quency) (* um 1195; † 25. April 1264) war ein englisch-schottischer Magnat und Constable of Scotland.

## Herkunft und Erbe
Roger de Quincy war der zweite Sohn von Saer de Quincy, 1. Earl of Winchester und von dessen Frau Margaret de Breteuil, einer jüngeren Tochter von Robert de Beaumont, 3. Earl of Leicester. Er hatte vier Brüder und drei Schwestern. Über Rogers Jugend ist wenig bekannt. Nachdem eine Gruppe rebellischer Barone 1215 König Johann Ohneland zur Anerkennung der Magna Carta gezwungen hatte, wurde Roger zusammen mit seinem Vater und zahlreichen anderen Baronen als Rebell gegen den König von Papst Innozenz III. exkommuniziert. In dem folgenden ersten Krieg der Barone trat er jedoch nicht offen hervor. Nach dem Ende des Bürgerkriegs begleitete er vielleicht seinen Vater, der 1219 zum Kreuzzug nach Damiette aufbrach. Sein Vater starb in Ägypten, und Roger wird erst 1221 wieder erwähnt, vielleicht, weil er erst dann vom Kreuzzug zurückgekehrt war. Obwohl sein älterer Bruder Robert, der noch vor seinem Vater 1217 gestorben war, eine Tochter, Margaret, hinterlassen hatte, wurde diese nach dem Tod von Saer de Quincy in der Erbfolge übergangen. Dessen umfangreiche Besitzungen in England und Schottland erbte Roger, für die englischen Güter leistete er König Heinrich III. 1221 Hommage. Seine Mutter behielt jedoch bis zu ihrem Tod die Verwaltung 1235 die Verwaltung ihrer ererbten Güter in England, und auch den Titel Earl of Winchester erhielt Quincy erst nach ihrem Tod. Wahrscheinlich lebte Quincy bis zu ihrem Tod vor allem auf seinen schottischen Gütern.

## Landgewinn in Schottland
In erster Ehe heiratete Quincy Helen, eine Tochter des schottischen Lords Alan of Galloway. Als sein Schwiegervater 1234 ohne eheliche Söhne starb, wurden Galloway und seine anderen Besitzungen unter seinen Töchtern aufgeteilt, wobei Quincy als Ehemann der ältesten Tochter auch das Amt des Constable of Scotland erbte. Das Amt des Constable war allerdings ein vor allem zeremonielles Amt, dessen Inhaber dazu einige verstreute Güter in Schottland erhielt. Die anderen beiden Erben von Alan of Galloway waren die englischen Barone John de Balliol und William de Forz. Durch das Erbe seiner Frau erhielt Quincy vor allem in Südwestschottland umfangreiche Besitzungen, wodurch sein Landbesitz in Schottland erheblich vergrößert wurde. König Alexander II. von Schottland akzeptierte die Teilung, doch 1235 kam es gegen diese Teilung zu einer Rebellion in Galloway zugunsten von Thomas, einem unehelichen Sohn von Alan of Galloway. Alexander II. konnte die Rebellion niederschlagen, worauf die Aufteilung schließlich vollzogen werden konnte. Nach dem kinderlosen Tod von Quincys Schwägerin Christina, der Ehefrau von William de Forz, 1246 wurde auch ihr Anteil unter Quincy und Balliol aufgeteilt. Dies führte zu einer weiteren Revolte, bei der Quincy in einer seiner schottischen Burgen, vermutlich Cruggleton in Wigtownshire, von Aufständischen eingeschlossen wurde. Er konnte jedoch entkommen und an den schottischen Königshof flüchten, wo er erfolgreich den König um Hilfe bei der Niederschlagung der Revolte bat.
Abgesehen von diesen Erbstreitigkeiten spielte Quincy trotz seines umfangreichen Landbesitzes, durch den er einer der größten schottischen Magnaten war, und seines Amtes als Constable of Scotland keine bedeutende Rolle in der schottischen Politik. Zahlreiche Urkunden belegen zwar seine häufige Anwesenheit am Königshof, doch weder beim Feldzug des Königs nach Argyll 1249 noch bei der Abwehr des Feldzugs des norwegischen Königs Haakon IV. zu den westschottischen Inseln 1263 tritt er in Erscheinung. Wegen seiner geringen Verwicklung in die schottische Politik ernannte ihn der englische König Heinrich III. 1257 zum Vermittler zwischen dem minderjährigen schottischen König Alexander III. und den rivalisierenden Anhängern von Walter Comyn und Alan Durward. Quincys Bemühungen blieben aber erfolglos.

## Rolle als englischer Magnat
In England besaß Quincy vor allem Landbesitz in Leicestershire, Northamptonshire und Huntingdonshire, doch dazu besaß er zahlreiche, allerdings weitverstreute Güter in weiteren Grafschaften. Damit war er in einflussreicher Magnat, doch er nahm nicht die politische Rolle ein, die sein Vater innegehabt hatte. 1241 nahm er an dem Feldzug von Heinrich III nach Wales teil, dem bis zu seinem Tod noch weitere Feldzüge nach Wales folgten. 1242 begleitete er den König auf seinem fehlgeschlagenen Feldzug nach Südwestfrankreich. 1239 und 1246 unterzeichnete Quincy mit die Protestschreiben der englischen Barone an Papst Gregor IX. bzw. an Innozenz IV., denen Einmischung in innere Angelegenheiten vorgeworfen wurde. Zwischen 1257 und 1261 reiste er mehrfach als Gesandter des englischen Königs nach Schottland, doch vermutlich gehörte er vor allem aufgrund seiner Kontakte nach Schottland den Gesandtschaften an. Während der Verhandlungen spielte er vermutlich keine große Rolle. Die Unzufriedenheit der englischen Barone mit der Regierung von Heinrich III., die sich bereits während der Parlamente von 1248 und 1254 gezeigt hatte, führte 1258 zur Bildung einer Adelsopposition gegen den König. Quincy unterstützte die Adelsopposition und wurde durch das Parlament von Oxford im Juni zu einem Vertreter der Barone in den Parlamenten gewählt, die dreimal jährlich stattfinden sollten, dazu gehörte er der Kommission an, die die Finanzen des Königs ordnen sollten. 1259 führte er eine Delegation nach Saint-Omer, die dort Richard von Cornwall, den römisch-deutschen König und Bruder des englischen Königs abfing. Sie verboten ihm die Rückkehr nach England, bis er die Einhaltung der Provisions of Oxford schwor. Danach scheint sich Quincy aufgrund seines Alters aus der Politik zurückgezogen zu haben. Er starb kurz nach Beginn des offenen zweiten Kriegs der Barone.

## Ehen und Nachkommen
Quincy war dreimal verheiratet. Nach dem Tod seiner ersten Frau Helen heiratete er in zweiter Ehe Maud, die Witwe von Anselm Marshal und Tochter von Humphrey de Bohun, 2. Earl of Hereford. Nach ihrem Tod 1252 heiratete er in dritter Ehe Eleanor, eine Tochter von William de Ferrers, 5. Earl of Derby. Nach dem Chronisten Matthew Paris erfolgte seine dritte Ehe rasch nach dem Tod seiner zweiten Ehefrau, da er bislang keine männlichen Nachkommen hatte und noch hoffte, einen Sohn als Erben zu bekommen. Doch sowohl die zweite wie auch seine dritte Ehe blieben kinderlos, seine einzigen Kinder waren seine drei Töchter aus erster Ehe:
1. Margaret ⚭ William de Ferrers, 5. Earl of Derby
2. Elizabeth (auch Isabella) ⚭ Alexander Comyn, 6. Earl of Buchan
3. Helen ⚭ Alan de la Zouche

Da Quincy ohne männliche Nachkommen starb, wurde sein gewaltiger Landbesitz nach seinem Tod unter seinen drei Töchtern bzw. deren Ehemännern aufgeteilt. Auch der Titel Earl of Winchester erlosch mit seinem Tod.